# Chỉ số glycemic

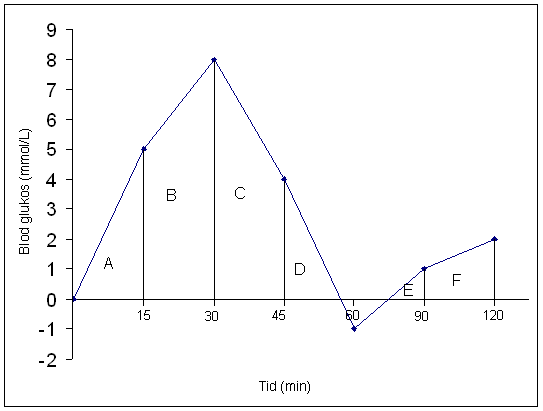
Biểu đồ mô tả sự thay đổi đường huyết sau bữa ăn.

Chỉ số đường huyết trong thực phẩm hay chỉ số glycemic (GI) (/ɡlaɪˈsiːmɪk/;) là một chỉ số từ 0 đến 100 được gán cho thực phẩm, với đường tinh khiết tùy ý cho giá trị 100, đại diện cho mức tăng tương đối của mức đường huyết sau hai giờ tiêu hoá loại thức ăn đó. Chỉ số GI của một loại thực phẩm cụ thể phụ thuộc chủ yếu vào số lượng và loại carbohydrate có trong loại thực phẩm đó; nhưng cũng bị ảnh hưởng bởi số lượng các phân tử carbohydrate trong thực phẩm, hàm lượng chất béo và protein, lượng axit hữu cơ (hoặc muối của chúng) trong thực phẩm, và liệu thực phẩm đã được nấu chín chưa và nếu có, thực phẩm đã được nấu như thế nào. Bảng chỉ số GI có sẵn liệt kê nhiều loại thực phẩm với chỉ số GI của chúng. Thực phẩm được coi là có chỉ số GI thấp nếu nó từ 55 trở xuống; chỉ số GI cao nếu từ 70 trở lên; và chỉ số GI trung bình nếu từ 56 đến 69.
Thuật ngữ này được đưa ra vào năm 1981 bởi David J. Jenkins và các đồng nghiệp. Chỉ số này tỏ ra hữu ích để định lượng tốc độ tương đối nhanh chóng mà cơ thể phân hủy carbohydrate. Chỉ số GI chỉ tính đến lượng carbohydrate có sẵn (tổng lượng carbohydrate trừ đi lượng chất xơ) trong thực phẩm. Chỉ số glycemic không dự đoán phản ứng đường huyết của một cá nhân với thực phẩm, nhưng có thể được sử dụng như một công cụ để đánh giá gánh nặng phản ứng insulin của thực phẩm, được tính trung bình trên một quần thể nghiên cứu. Phản ứng của từng cá nhân khác nhau rất nhiều.
Chỉ số glycemic thường được áp dụng với số lượng thực phẩm và lượng carbohydrate trong thực phẩm mà thực sự được tiêu thụ. Một thước đo liên quan, tải lượng đường huyết (GL), tính toán điều này bằng cách nhân chỉ số đường huyết của thực phẩm được đề cập với hàm lượng carbohydrate của khẩu phần thực tế.
Một hạn chế thực tế của chỉ số glycemic là nó không đo lường lượng insulin sinh ra do lượng đường trong máu tăng lên. Kết quả là, hai loại thực phẩm có thể có cùng chỉ số đường huyết, nhưng tạo ra lượng insulin khác nhau. Tương tự như vậy, hai loại thực phẩm có thể có cùng tải lượng đường huyết, nhưng gây ra các phản ứng insulin khác nhau. Hơn nữa, cách đo chỉ số đường huyết và tải lượng đường huyết đều được xác định bởi hàm lượng carbohydrate có trong thực phẩm. Ví dụ, khi ăn bít tết, vốn không có hàm lượng carbohydrate nhưng cung cấp lượng protein cao, thì có tới 50% lượng protein đó có thể được chuyển hóa thành glucose khi tiêu thụ ít hoặc không có carbohydrate. Nhưng vì bản thân nó không chứa carbohydrate nên bít tết không thể có chỉ số đường huyết.  Đối với một số so sánh thực phẩm, chỉ số insulin có thể hữu ích hơn.

## Đo đạc
Chỉ số đường huyết của thực phẩm được định nghĩa là diện tích gia tăng theo đồ thị (AUC) phản ứng đường huyết trong hai giờ sau 12 giờ nhịn ăn và ăn một loại thực phẩm có một lượng carbohydrate có sẵn nhất định (thường là 50 g). Giá trị AUC của thực phẩm thử nghiệm được chia cho giá trị AUC theo tiêu chuẩn (đường glucose hoặc bánh mì trắng, đưa ra hai định nghĩa khác nhau) và nhân với 100. Giá trị GI trung bình được tính toán từ dữ liệu thu thập được ở 10 đối tượng là người. Cả thực phẩm tiêu chuẩn và thực phẩm thử nghiệm phải chứa một lượng carbohydrate có sẵn bằng nhau. Kết quả đưa ra xếp hạng tương đối cho từng thực phẩm được thử nghiệm.
Thực phẩm có carbohydrate bị phân hủy nhanh chóng trong quá trình tiêu hóa và giải phóng glucose nhanh chóng vào máu có xu hướng có chỉ số GI cao; thực phẩm có carbohydrate phân hủy chậm hơn, giải phóng glucose dần dần vào máu, có xu hướng có chỉ số GI thấp.
Chỉ số đường huyết thấp hơn cho thấy tốc độ tiêu hóa và hấp thụ carbohydrate của thực phẩm chậm hơn và cũng có thể cho thấy việc khai thác nhiều hơn từ gan và vùng ngoại vi của các sản phẩm tiêu hóa carbohydrate.
Các phương pháp đã được xác thực hiện tại sử dụng glucose làm thực phẩm tham chiếu, cho giá trị chỉ số đường huyết là 100 theo định nghĩa. Cách này có ưu điểm là thông dụng và tạo ra giá trị GI tối đa khoảng 100. Bánh mì trắng cũng có thể được sử dụng làm thực phẩm tham khảo, đưa ra một bộ giá trị GI khác (nếu bánh mì trắng = 100, thì glucose ≈ 140). Đối với những người sử dụng nguồn carbohydrate thiết yếu là bánh mì trắng, điều này có lợi thế là truyền tải trực tiếp việc thay thế thực phẩm chủ yếu bằng một loại thực phẩm khác sẽ dẫn đến phản ứng đường huyết nhanh hơn hay chậm hơn. Một bất lợi với hệ thống này là thực phẩm tham chiếu không được xác định rõ ràng, vì không có tiêu chuẩn chung cho hàm lượng carbohydrate của bánh mì trắng.

## Độ chính xác
Bảng chỉ số đường huyết thường chỉ cung cấp một giá trị cho mỗi thực phẩm, nhưng có thể có các biến thể do
- Độ chín — quả chín chứa nhiều đường hơn, làm tăng GI
- Phương pháp nấu ăn — thực phẩm càng nấu chín, hoặc nấu quá chín, cấu trúc tế bào của nó càng bị phá vỡ, có xu hướng tiêu hóa nhanh và làm tăng lượng đường trong máu nhiều hơn
- Xử lý — ví dụ, bột mì có chỉ số GI cao hơn so với ngũ cốc nguyên hạt dùng để xay ra nó, vì quá trình xay sẽ phá vỡ các lớp bảo vệ của hạt và thời gian bảo quản. Khoai tây là một ví dụ đáng chú ý, có GI từ trung bình đến rất cao ngay cả trong cùng một giống.[9][10]

Quan trọng hơn, phản ứng đường huyết cho kết quả khác nhau giữa từng người, và ở cùng một người từ ngày này sang ngày khác, tùy thuộc vào mức đường huyết, mức độ kháng insulin và các yếu tố khác.
Chỉ số đường huyết chỉ cho biết tác động đến mức đường huyết hai giờ sau khi ăn thực phẩm đó. Những người mắc bệnh tiểu đường có mức đường huyết tăng cao trong bốn giờ hoặc lâu hơn sau khi ăn một số loại thực phẩm nhất định.